# Can Jofresa
Can Jofresa es un barrio de la ciudad de Tarrasa. Está situado en el Distrito 3 - Sur, de la capital vallesana. El barrio también es conocido por incluir una zona deportiva, zona escolar y el gran Centro Comercial Parc Vallès.

## Geografía
Situado en el distrito 3 (Sur). Sus límites son la Avinguda Santa Eulalia, la carretera BV-1503 y el polígono Santa Margarida I.

## Historia
Debe su nombre a una masía del mismo nombre que existió en el barrio hasta la década de 1970.